# Mobitel (Грузия)
Mobitel — бывший грузинский оператор сотовой связи. ОАО «ВымпелКом» принадлежит 51 % доли в ООО «Мобител».
16 декабря 2005 года «Мобител» приобрела лицензию на пользование радиочастотным спектром в стандарте GSM — 1800, а 26 августа 2005 года Компания прошла авторизацию. 15 марта 2007 года компания начала предоставлять услуги мобильной связи под торговой маркой «Beeline». Mobitel больше не действует в Грузии. Beeline Georgia была куплена грузинским бизнесменом, а затем переименована в Cellfie.
Офисы Mobitel расположены в городах Тбилиси, Батуми, Кутаиси, Телави, Рустави, Гурджаани, Кобулети, Зугдиди, Сенаки, Поти, Гори, Зестафони, Самтредиа .